# ماسروتس آناپات
ماسروتس آناپات (ارمنی: Մասրուց անապատ؛ انگلیسی: Masruts Anapat) یک صومعه متعلق به کلیسای حواری ارمنی واقع در شهر دزوراگیوغ، استان گغارکونیک ارمنستان می‌باشد. ساخت و ساز این ساختمان در سده ۱۰ میلادی؛ به پایان رسید. این بنا به سبک معماری ارمنی طراحی شده است.

## نگارخانه

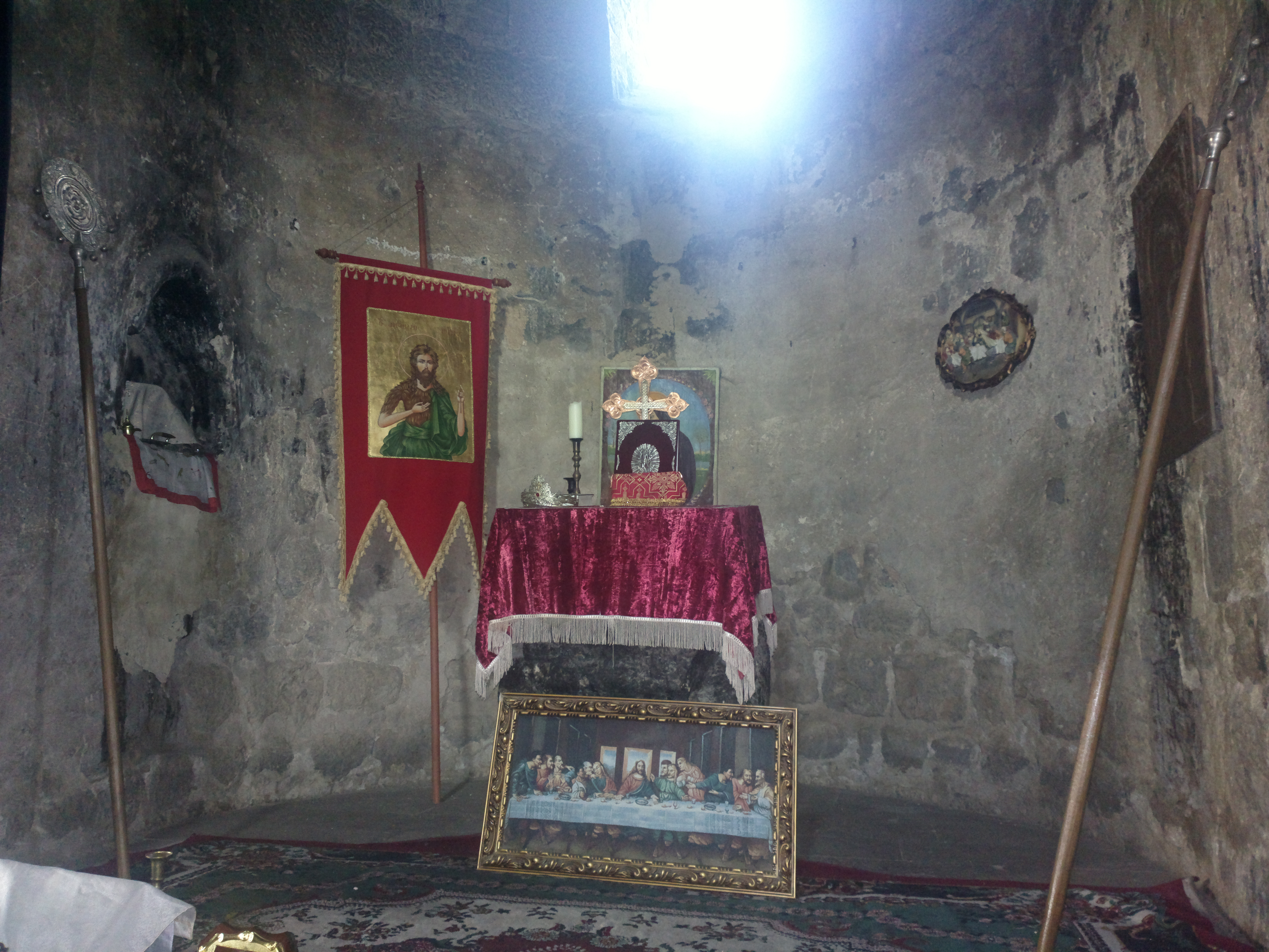
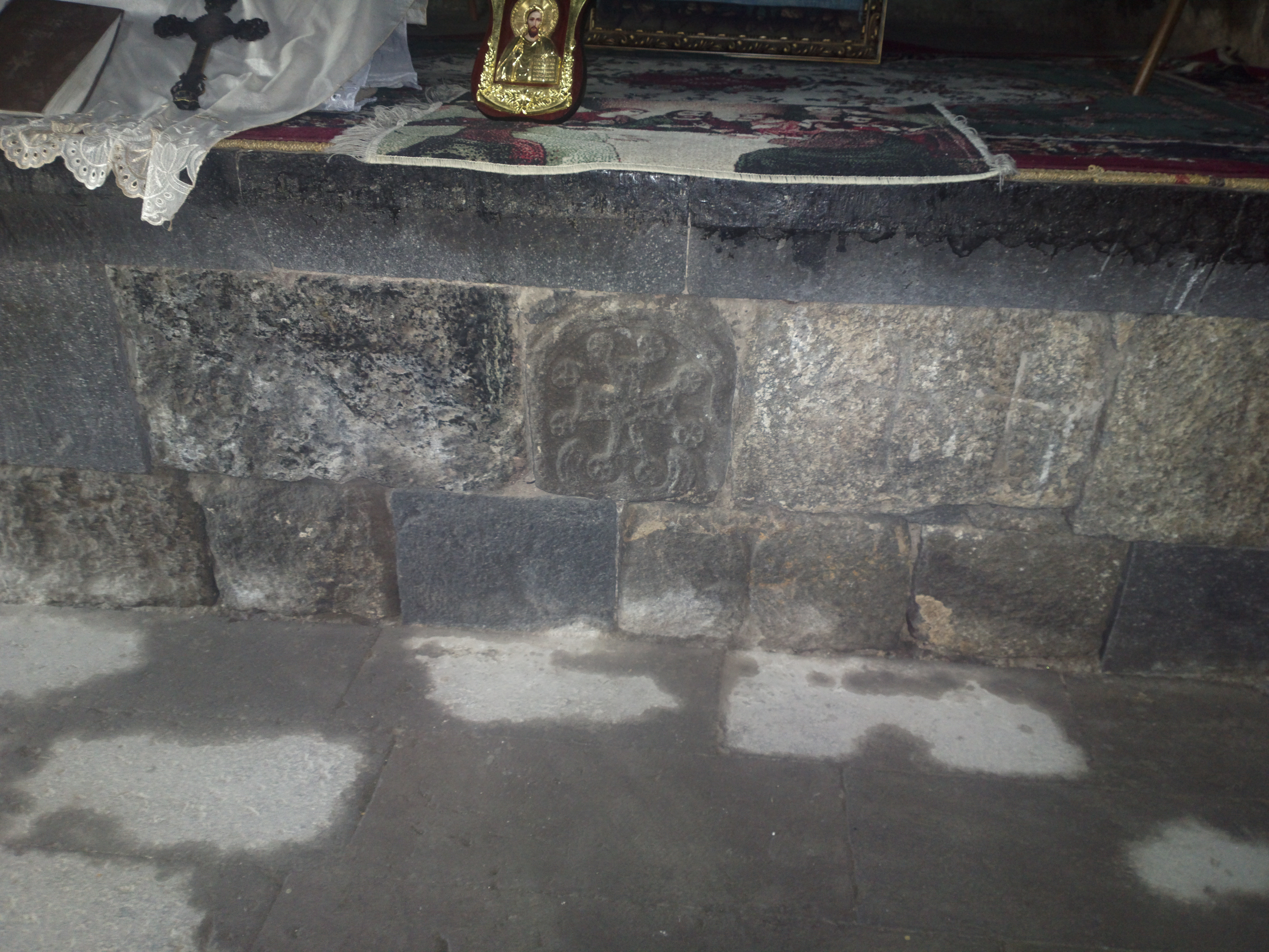
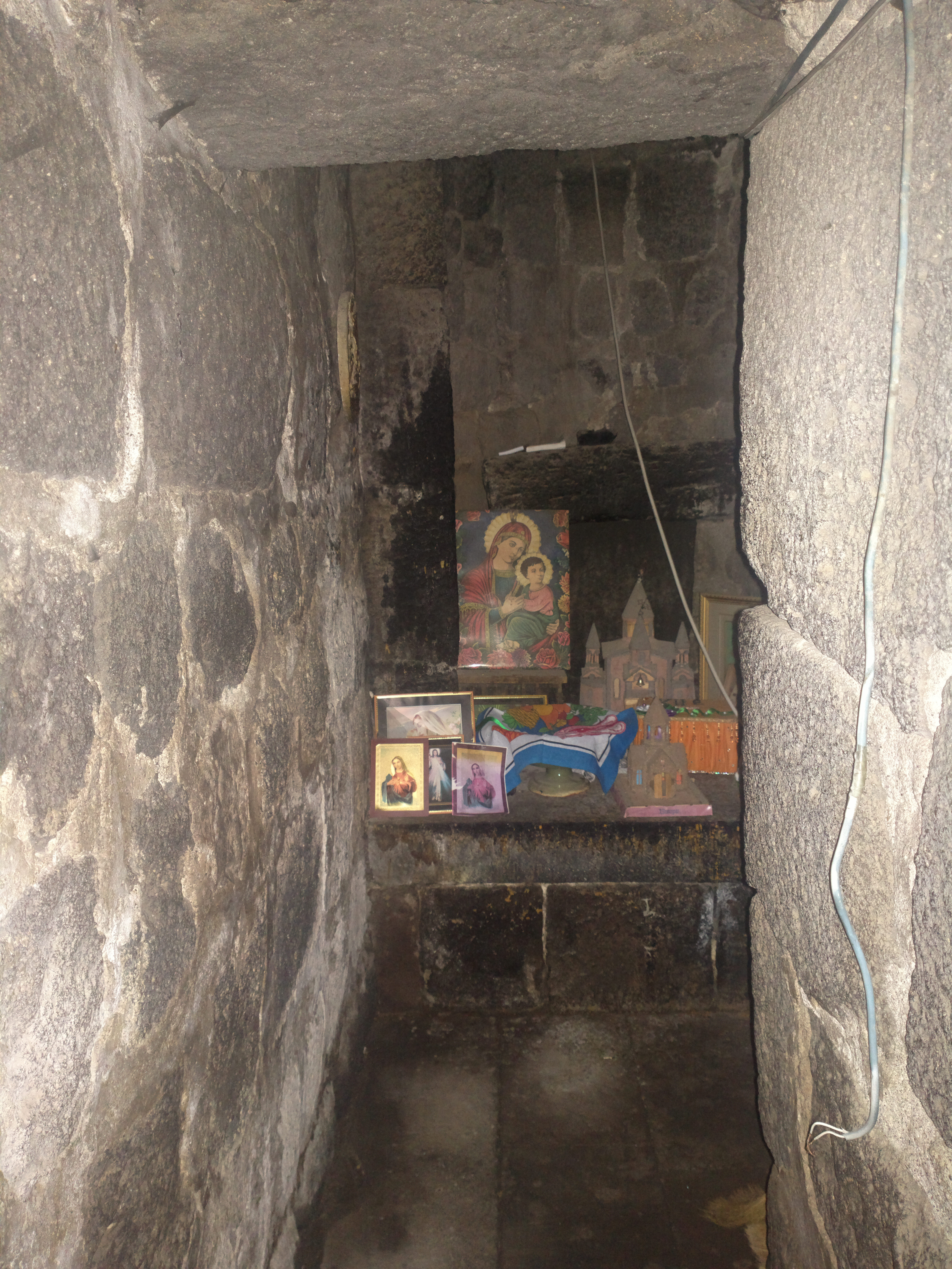
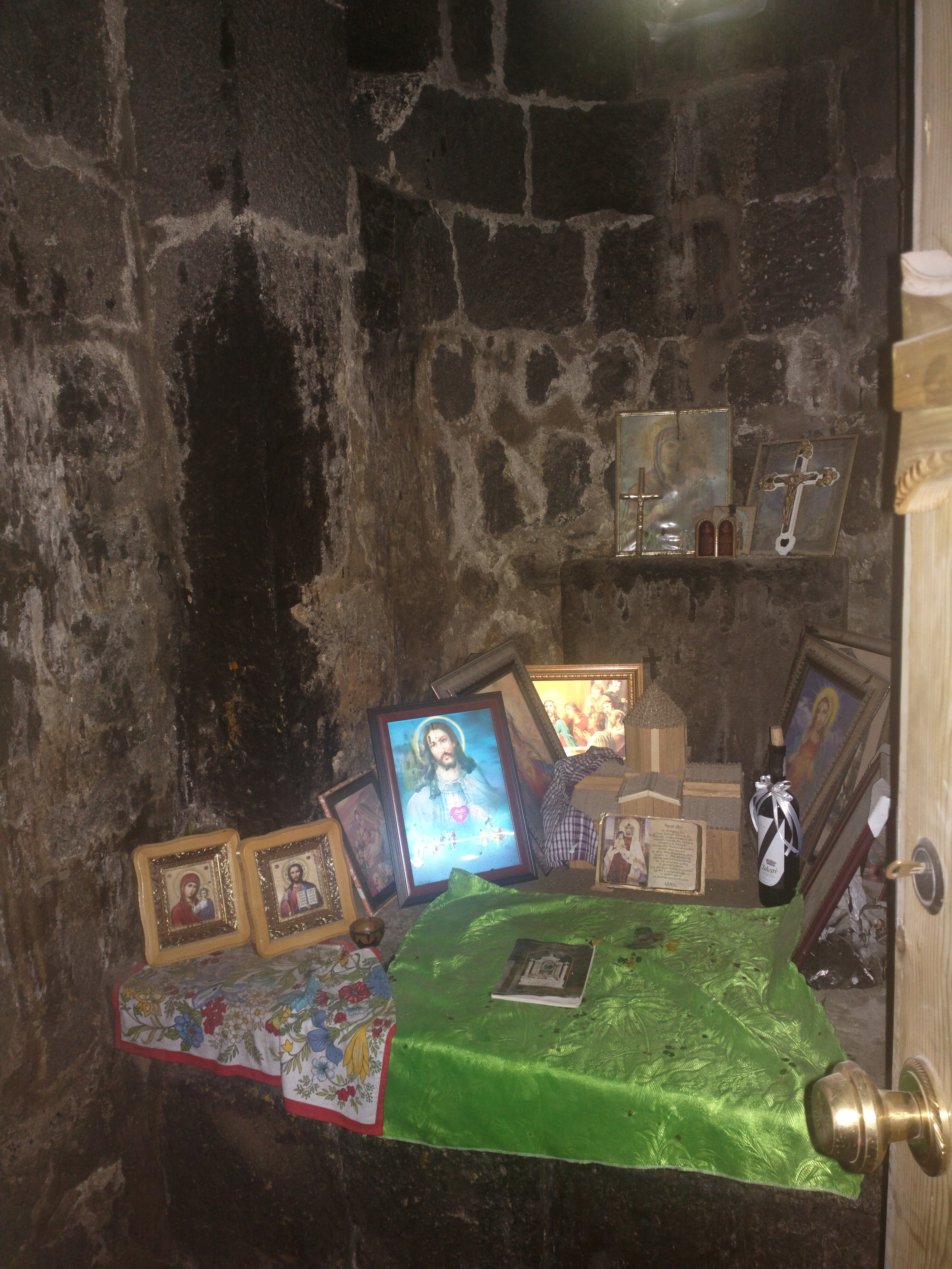